# Óscar Sevilla
Óscar Sevilla Ribera (Albacete, 29 september 1976) is een Spaans-Colombiaans wielrenner. Hij rijdt anno 2024 voor de Colombiaanse wielerploeg Team Medellín.

## Carrière
Sevilla werd professioneel wielrenner in 1998. In 2001 werd hij zevende in de Ronde van Frankrijk en won hij het jongerenklassement. Datzelfde jaar reed hij lang in de leiderstrui in de Ronde van Spanje, maar in de slottijdrit ging het verkeerd en in de eindstand eindigde hij tweede, op 47 seconden van Angel Luis Casero.
In 2002 moest hij opgeven in de Tour, maar werd hij vierde in de Vuelta. In 2004 en 2005 eindigde hij in de Tour respectievelijk als 24e en 18e.
Aan de vooravond van de Ronde van Frankrijk 2006 werd Sevilla, net als zijn kopman Jan Ullrich en begeleider Rudy Pevenage door de ploegleiding van Team Mobile geschorst vanwege vermeende betrokkenheid bij het Spaanse dopingschandaal rondom dokter Fuentes en Manolo Saiz.
Op 21 juli 2006 werd Sevilla samen met Ullrich door de ploegleiding van T-Mobile ontslagen. In 2007 kwam hij uit voor de Spaanse ploeg Relax - GAM, waar hij een van de kopmannen was. Voor Relax behaalde Sevilla een aantal overwinningen, waaronder een etappe in de Ronde van Catalonië en een etappe en het eindklassement van de Route du Sud. Vanaf 2008 kwam hij uit voor het Amerikaanse Rock Racing. Ook voor die ploeg behaalde hij een aantal overwinningen, voornamelijk in de Continentale circuits. In 2011 reed Sevilla voor het Colombiaanse Indeportes.
Op 12 augustus 2009 werd Sevilla positief bevonden op doping. Hij werd in december dat jaar voorlopig geschorst. Op 16 september 2010 deelde de UCI mee dat er Hydroxyethyl was gevonden in de urinestalen van de Spanjaard, wat kan duiden op bloeddoping. In afwachting van een hoorzitting bij de Spaanse wielerbond werd Sevilla geschorst. Landgenoot Eladio Jimenez werd al voor twee jaar geschorst door de UCI.
In 2013 keerde Sevilla terug in het profpeloton bij de Colombiaanse ploeg EPM-UNE.
In december 2018 werd de overwinning in de Ronde van San Juan Óscar Sevilla alsnog toegewezen. Dit door een positieve dopingcontrole na de 5e etappe van latere eindwinnaar Gonzalo Najar; deze testte positief op het gebruik van Cera.

## Palmares

### Overwinningen
1999 - 1 zege
4e etappe Ronde van Romandië
2000 - 2 zeges
Trofeo Luis Ocana
Memorial Manuel Galera
2001 - 2 zeges
1e etappe B Escalada a Montjuïc (ITT)
 Jongerenklassement Ronde van Frankrijk
2002 - 1 zege
1e etappe B Escalada a Montjuïc (ITT)
2006 - 3 zeges
2e etappe Ronde van Asturië
 Puntenklassement Ronde van Asturië
 Eindklassement Ronde van Asturië
2007 - 3 zeges
4e etappe Ronde van Catalonië
2e etappe Route du Sud
 Eindklassement Route du Sud
2008 - 2 zeges
9e etappe Ronde van Colombia
Reading Classic
2009 - 4 zeges
2e etappe Ronde van Asturië
 Bergklassement Ronde van Madrid
 Eindklassement Ronde van Chihuahua
Cascade Cycling Classic
2010 - 2 zeges 1 zege
 Eindklassement Ronde van Mexico
1e (TTT) en 14e etappe (ITT) Ronde van Colombia
2011 - 3 zeges
2e (TTT), 8e en 9e etappe Ronde van Colombia
2012 - 2 zeges
2e etappe Ronde van Mexico
 Eindklassement Ronde van Mexico
2013 - 4 zeges
4e etappe Ronde van Colombia
 Eindklassement Ronde van Colombia
4e etappe Ronde van Rio de Janeiro
 Eindklassement Ronde van Rio de Janeiro
2014 - 8 zeges
1e (TTT) en 5e etappe Ronde van Colombia
 Puntenklassement Ronde van Colombia
 Eindklassement Ronde van Colombia
1e etappe Ronde van Rio de Janeiro
 Eindklassement Ronde van Rio de Janeiro
Proloog en 5e etappe Ronde van Guatemala
2015 - 6 zeges
1e (TTT), 9e en 13e (ITT) etappe Ronde van Colombia
 Puntenklassement Ronde van Colombia
 Eindklassement Ronde van Colombia
1e etappe Ronde van Rio de Janeiro
2016 - 3 zeges
 Colombiaans kampioenschap ploegentijdrit
1e etappe Ronde van Colombia (ITT)
 Puntenklassement Ronde van Colombia
2017 - 4 zeges
 Puntenklassement Ronde van Asturië
 Eindklassement Ronde van Madrid
4e etappe Ronde van Ankara
 Puntenklassement Ronde van Ankara
2018 - 2 zeges
5e etappe Ronde van San Juan
 Eindklassement Ronde van San Juan
2019 - 6 zeges
6e etappe Ronde van de Dominicaanse Republiek
Proloog, 2e en 4e (ITT) etappe Ronde van Chili
 Ronde van Chili
1e etappe Ronde van het Qinghaimeer (TTT)
2021 - 2 zeges
4e etappe Ronde van Táchira (ITT)
Proloog Ronde van Colombia
2023 - 5 zeges
1e etappe Vuelta Bantrab
Eindklassement Vuelta Bantrab
5e etappe Ronde van de Gila
4e etappe Vuelta a Formosa (ITT)
Eindklassement Ronde van Hainan
2024 - 1 zege
1e etappe Ronde van Ecuador

### Resultaten in voornaamste wedstrijden
| Jaar | Ronde van Italië | Ronde van Frankrijk | Ronde van Spanje |
| ---- | ---------------- | ------------------- | ---------------- |
| 1998 | buiten tijd      |                     |                  |
| 1999 | 13e              |                     |                  |
| 2000 | 16e              |                     | 14e              |
| 2001 |                  | 7e                  | ↑                |
| 2002 |                  | opgave              | 4e               |
| 2003 |                  |                     | 12e              |
| 2004 |                  | 24e                 | 22e              |
| 2005 |                  | 18e                 | 7e               |

| Jaar | Milaan-San Remo | Amstel Gold Race | Luik-Bast.‑Luik | Ronde van Lombardije |  | WK op de weg |  | Wereldranglijsten |
| ---- | --------------- | ---------------- | --------------- | -------------------- |  | ------------ |  | ----------------- |
| 1998 |                 |                  |                 |                      |  |              |  |                   |
| 1999 |                 | 56e              | 49e             |                      |  |              |  |                   |
| 2000 | 160e            |                  |                 |                      |  |              |  |                   |
| 2001 |                 |                  |                 |                      |  | 54e          |  |                   |
| 2002 |                 |                  |                 |                      |  | 157e         |  |                   |
| 2003 |                 |                  |                 | 40e                  |  | opgave       |  |                   |
| 2004 |                 |                  |                 |                      |  |              |  |                   |
| 2005 |                 |                  | opgave          | 63e                  |  |              |  | 70e (UPT)         |